# Lista de vencedores do Tamborim de Ouro
A Lista de vencedores do Tamborim de Ouro reúne os profissionais, as personalidades, as escolas de samba, e os blocos carnavalescos premiados(as) em cada edição do Troféu Tamborim de Ouro.
O Tamborim de Ouro é um prêmio extraoficial do carnaval do Rio de Janeiro, organizado e concedido anualmente pelo Grupo O Dia à profissionais que obtiveram destaque no carnaval do Rio de Janeiro. A premiação foi criada em 1998, pelo Jornal O Dia, em parceria com a Rádio FM O Dia, com o objetivo de analisar os desfiles das escolas de samba do Rio de Janeiro por uma ótica diferente do caráter técnico do julgamento oficial. O prêmio prioriza critérios como emoção, alegria, criatividade e ousadia. A primeira edição foi realizada em 1998, com apenas uma categoria, para escolha da melhor escola de samba do ano. Em 1999, a premiação foi amplificada com o lançamento de novas categorias e a criação de um troféu a ser entregue aos vencedores. Desde então, novas categorias foram criadas, enquanto outras foram extintas. Também é comum a renomeação dos prêmios.
A premiação é dividida em categorias específicas. Seus vencedores são eleitos por um júri de especialistas sobre carnaval e através de votação popular. "Escola de Ouro" é considerada a categoria principal da premiação, elegendo a melhor escola de samba do ano. O Grupo Especial também recebe os prêmios "Samba do Ano", para o melhor samba-enredo; "Musa da Sapucaí", para a mais bonita, charmosa e elegante componente dos desfiles; "Bateria Show" para a melhor bateria; "Comissão Sensação" para a melhor comissão de frente; "Voz da Avenida" para o melhor intérprete de samba-enredo; "Casal Nota 10" para o melhor casal de mestre-sala e porta-bandeira; e "Roda, Baiana" para a melhor ala de baianas. A categoria "Os Donos da Rua" elege o melhor bloco de rua da cidade do Rio de Janeiro. Em diversas edições, além das categorias fixas, também foram entregues prêmios e homenagens especiais. Em 2007, foi realizada uma premiação paralela, denominada Tamborim Nota 10, que elegeu os destaques dos dez anos do Tamborim de Ouro. Entre as categorias extintas estão "Eu sou o Samba", para personalidades do carnaval; "Bambas do Amanhã", para a melhor ala de crianças; "Enredo Maravilha" para o melhor enredo; e "Samba no Pé", para os melhores passistas.
Inicialmente, a votação para a escolha dos premiados era realizada através de cupons publicados no jornal O Dia, telefonemas para a Rádio FM O Dia e via internet pelo site O Dia Online. Desde 2012, a votação é realizada apenas no site do Jornal O Dia, durante o período de carnaval. O resultado é divulgado na quarta-feira de cinzas, na edição do Jornal O Dia e em seu website na Internet. A cerimônia de premiação é realizada durante uma festa com a presença dos titulares premiados e a apresentação de diversos segmentos das escolas de samba. Os vencedores recebem um troféu na forma de uma escultura de bronze de um corpo humano tocando tamborim. O bloco Cordão da Bola Preta é o maior vencedor do Tamborim de Ouro, com doze prêmios recebidos. Entre as escolas de samba, o Salgueiro é o maior vencedor da categoria principal, com sete conquistas. O casal de mestre-sala e porta-bandeira Claudinho e Selminha Sorriso, o intérprete Neguinho da Beija-Flor e a rainha de bateria Viviane Araújo estão entre os recordistas de prêmios individuais.

## Edições
Abaixo, os vencedores do Tamborim de Ouro em cada edição da premiação.

### 1998
A 1.ª edição do Prêmio Tamborim de Ouro foi realizada no carnaval do ano de 1998. Na ocasião, o Jornal O Dia promoveu uma votação para eleger a melhor escola de samba do ano. Unidos do Viradouro foi a vencedora. A agremiação foi a quinta colocada do carnaval carioca de 1998. A partir do ano seguinte, as categorias foram ampliadas e, só então, foi criado um troféu para premiar os vencedores. A organização do prêmio reconhece a votação de 1998 como a primeira edição do Tamborim de Ouro.
| Tamborim de Ouro 1998 | Tamborim de Ouro 1998 |
| Categoria             | Vencedor(es)          |
| --------------------- | --------------------- |
| Melhor Escola         | Unidos do Viradouro   |

### 1999
A 2.ª edição do Prêmio Tamborim de Ouro foi realizada no carnaval do ano de 1999. A premiação contemplou as escolas de samba do Grupo Especial do carnaval carioca em quinze categorias. Beija-Flor foi a campeã da edição, recebendo o prêmio de melhor escola. A agremiação foi a vice-campeã do carnaval carioca de 1999.

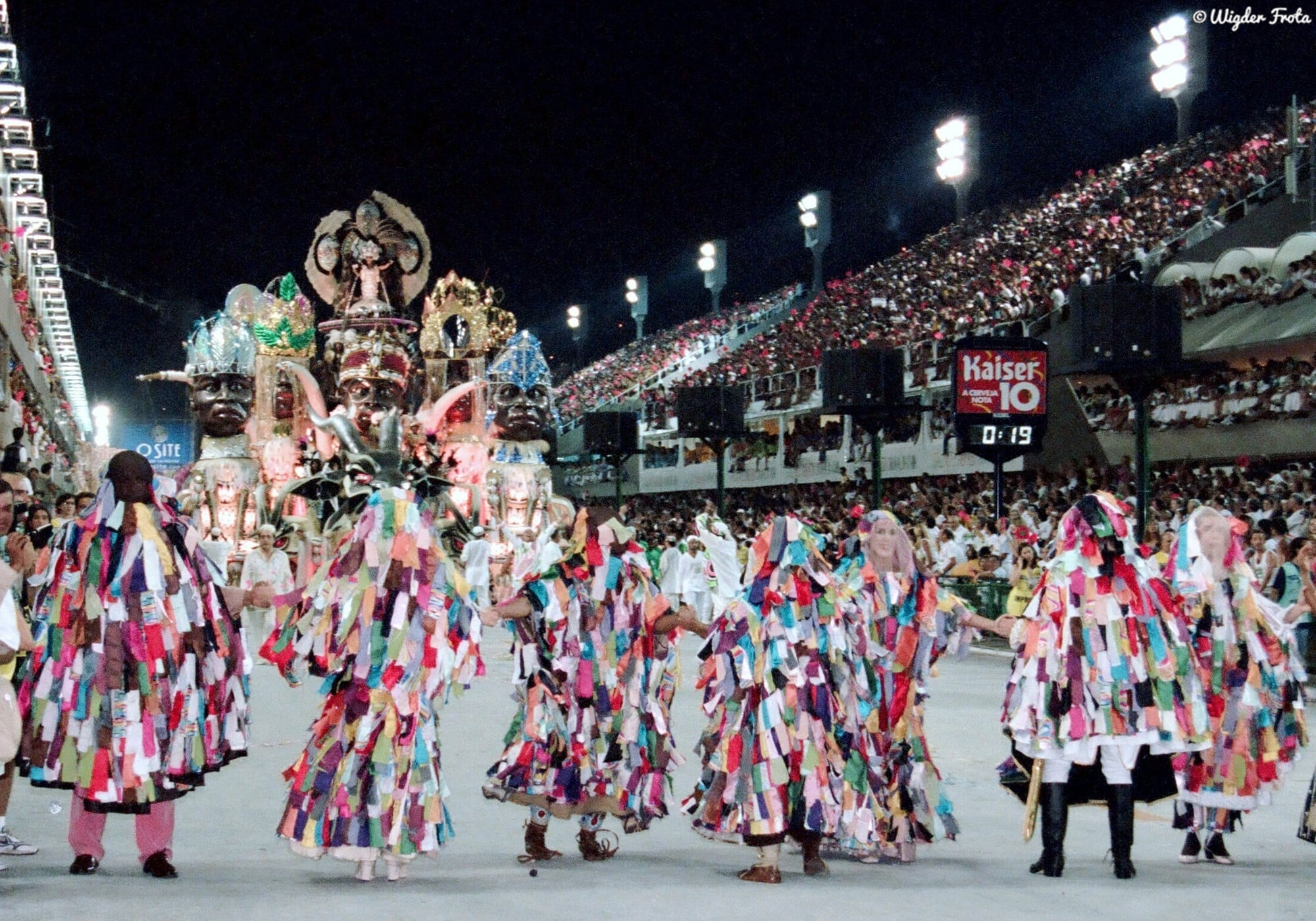
Desfile de 2000 da Mangueira, premiada como melhor escola.

| Tamborim de Ouro 1999     | Tamborim de Ouro 1999                                                                                           |
| Categoria                 | Vencedor(es) |
| ------------------------- | --- |
| Melhor Escola             | Beija-Flor |
| Melhor Samba-Enredo       | Beija-Flor ("Araxá, Lugar Alto Onde Primeiro Se Avista o Sol", de Wilsinho Paz, Noel Costa e Serginho do Porto) |
| Escola mais comunicativa  | Mocidade Independente de Padre Miguel                                                                           |
| Escola mais criativa      | Mocidade Independente de Padre Miguel                                                                           |
| Melhor Intérprete         | Jackson Martins (Caprichosos de Pilares)                                                                        |
| Melhor Porta-Bandeira     | Selminha Sorriso (Beija-Flor)                                                                                   |
| Melhor Mestre-Sala        | Claudinho (Beija-Flor)                                                                                          |
| Melhor Passista Feminino  | Flávia Cirino (Acadêmicos do Salgueiro)                                                                         |
| Melhor Passista Masculino | Lacraia (Império Serrano)                                                                                       |
| Melhor Comissão de Frente | Mocidade Independente de Padre Miguel (Coreógrafa Valéria Martins)                                              |
| Personalidade do desfile  | Aroldo Melodia                                                                                                  |
| Melhor Ala das Baianas    | União da Ilha do Governador                                                                                     |
| Melhor Ala Mirim          | Tradição |
| Melhores Alegorias        | Mocidade Independente de Padre Miguel                                                                           |
| Melhores Fantasias        | Mocidade Independente de Padre Miguel                                                                           |

### 2000
A 3.ª edição do Prêmio Tamborim de Ouro foi realizada no carnaval do ano de 2000. A premiação contemplou apenas as escolas de samba do Grupo Especial do carnaval carioca. O número de categorias foi reduzido de quinze para dez. A nomenclatura das categorias também foi modificada, afim de se adequar ao estilo de julgamento da premiação, que visa premiar as escolas mais alegres, criativas e ousadas. A categoria Melhor escola foi modificada para "Escola da Alegria"; Melhor samba-enredo para "Samba do Ano"; Melhor bateria para "Batuque do Povo"; Melhor comissão de frente para "Show de Abertura"; Melhor ala mirim para "Geração 2000"; Melhor ala de baianas para "Roda, Baiana"; e o prêmio de Personalidade do desfile foi renomeado para "Eu Sou o Samba". Mestre-sala e porta-bandeira passaram a ser premiados na mesma categoria, "Casal Nota 10". Foram criadas duas novas categorias: "Musa 2000", para premiar as musas, rainhas de bateria e destaques de chão feminino das escolas de samba; e "Beleza de Mensagem", para premiar o melhor enredo do ano.
Estação Primeira de Mangueira foi a campeã da edição, recebendo o prêmio principal, "Escola da Alegria". A agremiação foi a sétima colocada do carnaval carioca de 2000.
| Tamborim de Ouro 2000 | Tamborim de Ouro 2000 |
| Categoria             | Vencedor(es) |
| --------------------- | --- |
| Escola da Alegria     | Estação Primeira de Mangueira |
| Samba do Ano          | Estação Primeira de Mangueira ("Dom Obá II - Rei dos Esfarrapados, Príncipe do Povo", de Gilson Bernini, Marcelo D'Aguiã, Bizuca e Valter Venenoso) |
| Beleza de Mensagem    | Mocidade Independente de Padre Miguel ("Verde, Amarelo, Azul-Anil, Colorem o Brasil no Ano 2000", de Renato Lage)                                   |
| Batuque do Povo       | Mocidade Independente de Padre Miguel (Mestre Coé)                                                                                                  |
| Show de Abertura      | Estação Primeira de Mangueira (Coreógrafo Carlinhos de Jesus)                                                                                       |
| Casal Nota 10         | Claudinho e Selminha Sorriso (Beija-Flor) |
| Eu sou o Samba        | Joãosinho Trinta (Carnavalesco da Unidos do Viradouro)                                                                                              |
| Musa 2000             | Viviane Araújo |
| Geração 2000          | Estação Primeira de Mangueira |
| Roda, Baiana          | Estação Primeira de Mangueira |

### 2001
A 4.ª edição do Prêmio Tamborim de Ouro foi realizada no carnaval do ano de 2001. A premiação contemplou as escolas de samba do Grupo Especial do carnaval carioca em dez categorias. A escola de samba Tradição foi a campeã da edição, recebendo o prêmio principal, "Escola da Alegria". A agremiação foi a oitava colocada do carnaval carioca de 2001 com um desfile em homenagem ao empresário e apresentador de televisão Silvio Santos.
| Tamborim de Ouro 2001 | Tamborim de Ouro 2001                                                                        |
| Categoria             | Vencedor(es)                                                                                 |
| --------------------- | -------------------------------------------------------------------------------------------- |
| Escola da Alegria     | Tradição                                                                                     |
| Samba do Ano          | Tradição ("Hoje É Domingo, É Alegria. Vamos Sorrir e Cantar", de Adalto Magalha e Lourenço)  |
| Beleza de Mensagem    | Mocidade Independente de Padre Miguel ("Paz e Harmonia, Mocidade É Alegria", de Renato Lage) |
| Batuque do Povo       | Unidos do Viradouro (Mestre Ciça)                                                            |
| Show de Abertura      | Beija-Flor (Coreógrafa Ghislaine Cavalcanti)                                                 |
| Casal Nota 10         | Claudinho e Selminha Sorriso (Beija-Flor)                                                    |
| Eu sou o Samba        | Silvio Santos (Homenageado pela Tradição)                                                    |
| Musa 2001             | Luma de Oliveira (Unidos do Viradouro)                                                       |
| Geração 2001          | Beija-Flor                                                                                   |
| Roda, Baiana          | Beija-Flor                                                                                   |

### 2002
A 5.ª edição do Prêmio Tamborim de Ouro foi realizada no carnaval do ano de 2002. A premiação contemplou apenas as escolas de samba do Grupo Especial do carnaval carioca. Foi criada a categoria "Voz da Avenida" para premiar o melhor intérprete de samba-enredo. Nesta edição também foram entregues prêmios especiais.  
Mocidade Independente de Padre Miguel foi a campeã da edição, recebendo o prêmio principal, "Escola da Alegria". A agremiação foi a quarta colocada do carnaval carioca de 2002.
| Tamborim de Ouro 2002 | Tamborim de Ouro 2002 |
| Categoria             | Vencedor(es) |
| --------------------- | --- |
| Escola da Alegria     | Mocidade Independente de Padre Miguel |
| Samba do Ano          | Estação Primeira da Mangueira ("Brazil com 'Z' É pra Cabra da Peste, Brasil com 'S' É Nação do Nordeste", de Lequinho e Amendoim)                                                    |
| Beleza de Mensagem    | Beija-Flor ("O Brasil Dá o Ar de Sua Graça. De Ícaro a Rubem Berta, o Ímpeto de Voar", de Cid Carvalho, Laíla, Fran Sérgio, Nélson Ricardo, Shangai, Ubiratan Silva e Victor Santos) |
| Batuque do Povo       | Beija-Flor (Mestres Plínio e Paulinho Botelho) |
| Show de Abertura      | Beija-Flor (Coreógrafa Ghislaine Cavalcanti) |
| Voz da Avenida        | Neguinho da Beija-Flor (Beija-Flor) |
| Casal Nota 10         | Claudinho e Selminha Sorriso (Beija-Flor) |
| Eu sou o Samba        | Jamelão (Intérprete oficial da Estação Primeira de Mangueira) |
| Musa 2002             | Luma de Oliveira (Unidos do Viradouro) |
| Geração 2002          | Beija-Flor |
| Roda, Baiana          | Beija-Flor |
| Prêmio Especiais      | Campeã de todos os tempos: Portela |
| Prêmio Especiais      | Academia do samba: Acadêmicos do Salgueiro |
| Prêmio Especiais      | A dama do samba: Neide Coimbra (Presidente do Império Serrano) |
| Prêmio Especiais      | Tamborim de Ouro Especial: Liga Independente das Escolas de Samba do Rio de Janeiro (LIESA)                                                                                          |

### 2003
A 6.ª edição do Prêmio Tamborim de Ouro foi realizada no carnaval do ano de 2003. Foram mantidas as onze categorias do ano anterior, destinadas às escolas de samba do Grupo Especial do carnaval carioca. Não foram entregues prêmios especiais. 
A Estação Primeira de Mangueira se sagrou bicampeã do Tamborim de Ouro, recebendo o prêmio principal, "Escola da Alegria". A agremiação foi vice-campeã do carnaval carioca de 2003.
| Tamborim de Ouro 2003 | Tamborim de Ouro 2003 |
| Categoria             | Vencedor(es) |
| --------------------- | --- |
| Escola da Alegria     | Estação Primeira de Mangueira |
| Samba do Ano          | Acadêmicos do Salgueiro ("Salgueiro, Minha Paixão, Minha Raiz - 50 Anos de Glória", de Claudinho, Leonel, Luizinho Professor, Serginho 20 e Sidney Sã) |
| Beleza de Mensagem    | Mocidade Independente de Padre Miguel ("Para Sempre no Seu Coração - Carnaval da Doação", de Chico Spinoza)                                            |
| Batuque do Povo       | Mocidade Independente de Padre Miguel (Mestre Coé) |
| Show de Abertura      | Estação Primeira de Mangueira (Coreógrafo Carlinhos de Jesus)                                                                                          |
| Voz da Avenida        | Dominguinhos do Estácio (Unidos do Viradouro) |
| Casal Nota 10         | Claudinho e Selminha Sorriso (Beija-Flor) |
| Eu sou o Samba        | Jamelão (Intérprete oficial da Estação Primeira de Mangueira)                                                                                          |
| Musa 2003             | Thatiana Pagung |
| Geração 2003          | Unidos do Porto da Pedra |
| Roda, Baiana          | Imperatriz Leopoldinense |

### 2004
A 7.ª edição do Prêmio Tamborim de Ouro foi realizada no carnaval do ano de 2004. A premiação contemplou as escolas de samba do Grupo Especial do carnaval carioca em onze categorias. Nesta edição, foi criado o prêmio para o melhor bloco de rua da cidade do Rio de Janeiro. Também foram distribuídos dois prêmios especiais: Para o carnavalesco Max Lopes; e para a Unidos de Vila Isabel, escola campeã do Grupo de Acesso A. A cerimônia de entrega da premiação foi realizada no dia 6 de março de 2004, na casa de espetáculos Scala.
A Beija-Flor foi bicampeã do Tamborim de Ouro, recebendo o prêmio principal, "Escola da Alegria". A agremiação também foi a campeã do carnaval carioca de 2004. O Bloco Acadêmicos dos Arcos recebeu o Tamborim de Ouro de Melhor Bloco de Rua.
| Tamborim de Ouro 2004 | Tamborim de Ouro 2004 |
| Categoria             | Vencedor(es) |
| --------------------- | --- |
| Escola da Alegria     | Beija-Flor |
| Samba do Ano          | Império Serrano ("Aquarela Brasileira", de Silas de Oliveira)                                                                                  |
| Beleza de Mensagem    | Mocidade Independente de Padre Miguel ("Não Corra, Não Mate, Não Morra - Pegue Carona com a Mocidade! Educação no Trânsito", de Chico Spinoza) |
| Batuque do Povo       | Acadêmicos do Salgueiro (Mestre Jonas) |
| Show de Abertura      | Estação Primeira de Mangueira (Coreógrafo Carlinhos de Jesus)                                                                                  |
| Voz da Avenida        | Dominguinhos do Estácio (Unidos do Viradouro)                                                                                                  |
| Casal Nota 10         | Lucinha Nobre e Rogerinho Dornelles (Unidos da Tijuca)                                                                                         |
| Eu sou o Samba        | Dona Dodô (Portela) |
| Musa 2004             | Juliana Paes (Unidos do Viradouro) |
| Geração 2004          | Imperatriz Leopoldinense |
| Roda, Baiana          | Beija-Flor |
| Bloco de Rua          | Acadêmicos dos Arcos |
| Prêmio Especial       | Max Lopes (Carnavalesco da Estação Primeira de Mangueira)                                                                                      |
| Prêmio Especial       | Unidos de Vila Isabel (Escola vencedora do Grupo A em 2004)                                                                                    |

### 2005
A 8.ª edição do Prêmio Tamborim de Ouro foi realizada no carnaval do ano de 2005. A premiação contemplou as escolas de samba do Grupo Especial do carnaval carioca, além de premiar o melhor bloco de rua da cidade. Também foram distribuídos dois prêmios especiais: para o intérprete Jackson Martins (in memorian), assassinado no final do ano anterior; e para Acadêmicos da Rocinha, a escola campeã do Grupo de Acesso A. O número de categorias fixas subiu de onze para treze. Foram criadas as categorias "Samba no Pé" Feminino e Masculino para premiar os melhores passistas dos desfiles. A cerimônia de entrega da premiação foi realizada no dia 19 de fevereiro de 2005, na casa de espetáculos Scala.
A escola Acadêmicos do Salgueiro foi a campeã da edição, recebendo o prêmio principal, "Escola da Alegria". A agremiação foi a quinta colocada do carnaval carioca de 2005. O Cordão da Bola Preta foi eleito o melhor bloco de rua do Rio.
| Tamborim de Ouro 2005 | Tamborim de Ouro 2005 |
| Categoria             | Vencedor(es) |
| --------------------- | --- |
| Escola da Alegria     | Acadêmicos do Salgueiro |
| Samba do Ano          | Beija-Flor ("O Vento Corta as Terras dos Pampas. Em Nome do Pai, do Filho e do Espírito Guarani. Sete Povos na Fé e na Dor... Sete Missões de Amor", de J.C. Coelho, Ribeirinha, Adilson China, Serginho Sumaré, Domingos P.S., Sidnei de Pilares, Zequinha do Cavaco, Wanderley Novidade, Jorginho Moreira, Paulinho Rocha e Walnei Rocha) |
| Beleza de Mensagem    | Unidos do Viradouro ("A Viradouro É Só Sorriso!", de Mauro Quintaes, Gustavo Mello e Miguel de Santa Brígida) |
| Batuque do Povo       | Acadêmicos do Grande Rio (Mestre Odilon Costa) |
| Show de Abertura      | Unidos da Tijuca (Coreógrafo Nino Giovanetti) |
| Voz da Avenida        | Neguinho da Beija-Flor (Beija-Flor) |
| Casal Nota 10         | Lucinha Nobre e Bira (Unidos da Tijuca) |
| Samba no Pé Feminino  | Juliana Clara (Estação Primeira de Mangueira) |
| Samba no Pé Masculino | Renato Sorriso (Unidos do Viradouro) |
| Eu sou o Samba        | Tia Surica (Portela) |
| Musa 2005             | Luma de Oliveira (Caprichosos de Pilares) |
| Geração 2005          | Imperatriz Leopoldinense |
| Roda, Baiana          | Imperatriz Leopoldinense |
| Bloco de Rua          | Cordão da Bola Preta |
| Prêmio Especial       | Jackson Martins - in memorian (Ex-intérprete da Caprichosos de Pilares morto no ano anterior) |
| Prêmio Especial       | Acadêmicos da Rocinha (Escola vencedora do Grupo A em 2005) |

### 2006
A 9.ª edição do Prêmio Tamborim de Ouro foi realizada no carnaval do ano de 2006. A premiação contemplou as escolas de samba do Grupo Especial do carnaval carioca em treze categorias, além de eleger o melhor bloco de rua da cidade e premiar a escola campeã do Grupo de Acesso A, a Estácio de Sá.
A Estação Primeira de Mangueira foi tricampeã do Tamborim de Ouro, recebendo o prêmio principal, "Escola da Alegria". A Mangueira foi a quarta colocada do carnaval carioca de 2006. O Cordão da Bola Preta foi eleito o melhor bloco de rua do Rio.
Abaixo, a lista de premiados por categoria.

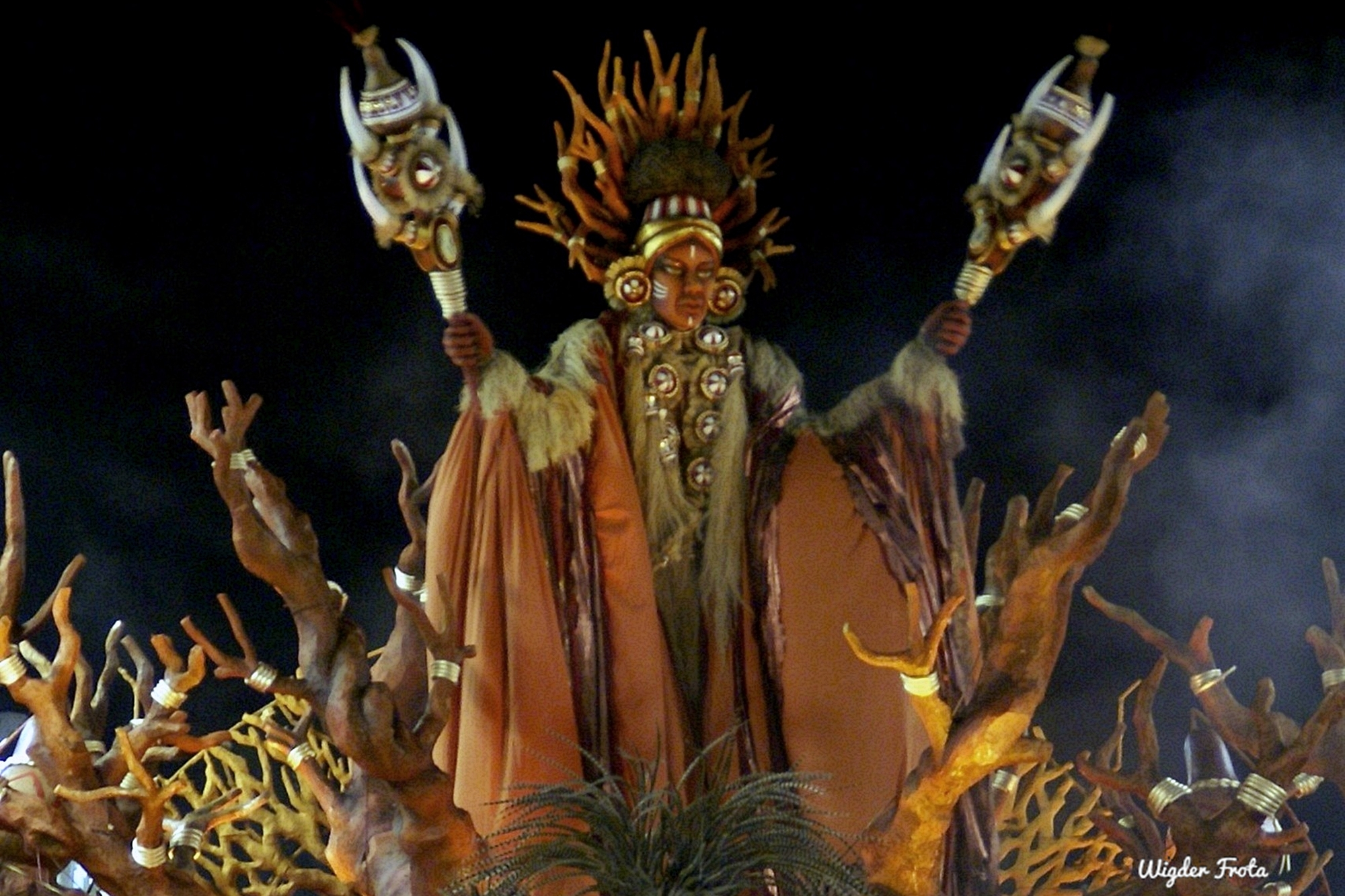
Desfile de 2007 do Salgueiro, eleita a melhor escola do ano.

| Tamborim de Ouro 2006 | Tamborim de Ouro 2006                                                                                            |
| Categoria             | Vencedor(es) |
| --------------------- | --- |
| Escola da Alegria     | Estação Primeira de Mangueira                                                                                    |
| Samba do Ano          | Império Serrano ("O Império do Divino", de Aluízio Machado, Arlindo Cruz, Carlos Senna, Elmo Caetano e Maurição) |
| Beleza de Mensagem    | Unidos da Tijuca ("Ouvindo Tudo o Que Vejo, Vou Vendo Tudo o Que Ouço", de Paulo Barros)                         |
| Batuque do Povo       | Unidos do Viradouro (Mestre Ciça)                                                                                |
| Show de Abertura      | Unidos da Tijuca (Coreógrafo Sérgio Lobato)                                                                      |
| Voz da Avenida        | Neguinho da Beija-Flor (Beija-Flor)                                                                              |
| Casal Nota 10         | Sidclei Santos e Squel Jorgea (Acadêmicos do Grande Rio)                                                         |
| Samba no Pé Feminino  | Adriana Bombom (Portela)                                                                                         |
| Samba no Pé Masculino | Carlinhos Coreógrafo (Acadêmicos do Salgueiro)                                                                   |
| Eu sou o Samba        | Rosa Magalhães (Carnavalesca da Imperatriz Leopoldinense)                                                        |
| Musa 2006             | Mel Brito (Caprichosos de Pilares)                                                                               |
| Geração 2006          | Caprichosos de Pilares                                                                                           |
| Roda, Baiana          | Mocidade Independente de Padre Miguel                                                                            |
| Bloco de Rua          | Cordão da Bola Preta                                                                                             |
| Prêmio Especial       | Estácio de Sá (Escola vencedora do Grupo A em 2006)                                                              |

### 2007
A 10.ª edição do Prêmio Tamborim de Ouro foi realizada no carnaval do ano de 2007. A premiação contemplou as escolas de samba do Grupo Especial do carnaval carioca em treze categorias, além de eleger o melhor bloco de rua da cidade e premiar a escola campeã do Grupo de Acesso A, a São Clemente. A cerimônia de entrega da premiação foi realizada no dia 3 de março de 2007, na casa de espetáculos Scala.
A escola Acadêmicos do Salgueiro foi bicampeã do Tamborim de Ouro, recebendo o prêmio principal, "Escola da Alegria". A agremiação foi a sétima colocada do carnaval carioca de 2007. O bloco Simpatia É Quase Amor recebeu o prêmio de melhor bloco de rua da cidade.
Nesta edição, além dos prêmios tradicionais, foi realizada uma premiação popular paralela, denominada Tamborim Nota 10, que elegeu os destaques dos dez anos do Tamborim de Ouro. Dentre outros prêmios, a Mangueira foi eleita a "Escola de samba da década".

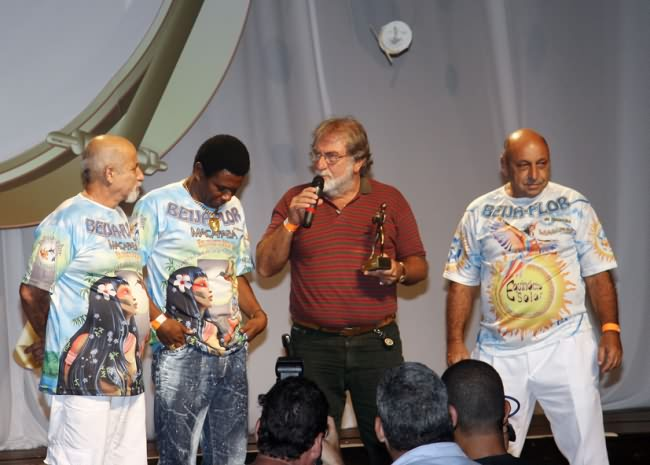
Representantes da Beija-Flor recebem o prêmio "Escola da Alegria".

| Tamborim de Ouro 2007                           | Tamborim de Ouro 2007 |
| Categoria                                       | Vencedor(es) |
| ----------------------------------------------- | --- |
| Escola da Alegria                               | Acadêmicos do Salgueiro                                                                                                  |
| Samba do Ano                                    | Beija-Flor ("Áfricas - Do Berço Real à Corte Brasiliana", de Cláudio Russo, J. Veloso, Carlinhos do Detran e Gilson Dr.) |
| Beleza de Mensagem                              | Império Serrano ("Ser Diferente É Normal: O Império Serrano Faz a Diferença no Carnaval", de Jack Vasconcelos)           |
| Batuque do Povo                                 | Unidos do Viradouro (Mestre Ciça)                                                                                        |
| Show de Abertura                                | Unidos de Vila Isabel (Coreógrafa Ana Botafogo)                                                                          |
| Voz da Avenida                                  | Luizito (Estação Primeira de Mangueira)                                                                                  |
| Casal Nota 10                                   | Lucinha Nobre e Bira (Unidos da Tijuca)                                                                                  |
| Samba no Pé Feminino                            | Quitéria Chagas (Império Serrano)                                                                                        |
| Samba no Pé Masculino                           | Luigi (Acadêmicos do Grande Rio)                                                                                         |
| Musa 2007                                       | Grazi Massafera (Acadêmicos do Grande Rio)                                                                               |
| Geração 2007                                    | Portela |
| Roda, Baiana                                    | Imperatriz Leopoldinense                                                                                                 |
| Eu sou o Samba                                  | Zeca Pagodinho |
| Bloco de Rua                                    | Simpatia É Quase Amor |
| Prêmio Especial                                 | São Clemente (Escola vencedora do Grupo A em 2007)                                                                       |
| Tamborim Nota 10                                | |
| Categoria                                       | Vencedor(es) |
| Escola de samba da década                       | Estação Primeira de Mangueira                                                                                            |
| Bateria da década                               | Mocidade Independente de Padre Miguel                                                                                    |
| Intérprete da década                            | Neguinho da Beija-Flor                                                                                                   |
| Casal de mestre-sala e porta-bandeira da década | Selminha Sorriso e Claudinho, da Beija-Flor                                                                              |
| Musa da década                                  | Luma de Oliveira |
| Personalidade da década                         | Joãosinho Trinta |

### 2008
A 11.ª edição do Prêmio Tamborim de Ouro foi realizada no carnaval do ano de 2008. A premiação contemplou as escolas de samba do Grupo Especial do carnaval carioca em treze categorias, além de eleger o melhor bloco de rua da cidade e premiar a escola campeã do Grupo de Acesso A, o Império Serrano. A cerimônia de entrega da premiação foi realizada no dia 16 de fevereiro de 2008, na casa de espetáculos Scala.
A escola de samba Beija-Flor foi tricampeã do Tamborim de Ouro ao receber o prêmio "Escola da Alegria". A agremiação de Nilópolis já havia recebido o prêmio principal nas edições de 1999 e 2004. A Beija-Flor também foi a campeã do Grupo Especial no carnaval carioca de 2008, com um desfile sobre o município de Macapá. O bloco Cordão da Bola Preta foi eleito o melhor bloco de rua da cidade.
| Tamborim de Ouro 2008 | Tamborim de Ouro 2008 |
| Categoria             | Vencedor(es) |
| --------------------- | --- |
| Escola da Alegria     | Beija-Flor |
| Samba do Ano          | Imperatriz Leopoldinense ("João e Marias", de Carlos Kind, Di Andrade, Jorge Arthur, Josimar e Valtenci)                          |
| Beleza de Mensagem    | Portela ("Reconstruindo a Natureza, Recriando a Vida: O Sonho Vira Realidade", de Cahê Rodrigues, Cláudio Vieira e Marta Queiroz) |
| Batuque do Povo       | Acadêmicos do Grande Rio (Mestre Odilon Costa)                                                                                    |
| Show de Abertura      | Mocidade Independente de Padre Miguel (Coreógrafo Fábio de Mello)                                                                 |
| Voz da Avenida        | Wantuir (Unidos da Tijuca) |
| Casal Nota 10         | Rogério Dornelles e Marcella Alves (Mocidade Independente de Padre Miguel)                                                        |
| Samba no Pé Feminino  | Alessandra Santana (Mocidade Independente de Padre Miguel)                                                                        |
| Samba no Pé Masculino | Valci Pelé (Portela) |
| Eu sou o Samba        | Mestre Ciça (Diretor de bateria da Unidos do Viradouro)                                                                           |
| Musa 2008             | Natália Guimarães (Unidos de Vila Isabel)                                                                                         |
| Geração 2008          | Unidos do Viradouro |
| Roda, Baiana          | Estação Primeira de Mangueira |
| Bloco de Rua          | Cordão da Bola Preta |
| Prêmio Especial       | Império Serrano (Escola vencedora do Grupo A em 2008)                                                                             |

### 2009
A 12.ª edição do Prêmio Tamborim de Ouro foi realizada no carnaval do ano de 2009. A premiação contemplou as escolas de samba do Grupo Especial do carnaval carioca em treze categorias, além de eleger o melhor bloco de rua da cidade e premiar a escola campeã do Grupo de Acesso A, a União da Ilha do Governador. A cerimônia de entrega da premiação foi realizada no dia 7 de março de 2009, na Cidade do Samba Joãosinho Trinta.
A Unidos de Vila Isabel foi a campeã da edição, recebendo o prêmio principal, "Escola da Alegria". A agremiação foi a quarta colocada do carnaval carioca de 2009, com um desfile em homenagem ao centenário do Teatro Municipal do Rio de Janeiro, desenvolvido pelos carnavalescos Alex de Souza e Paulo Barros.

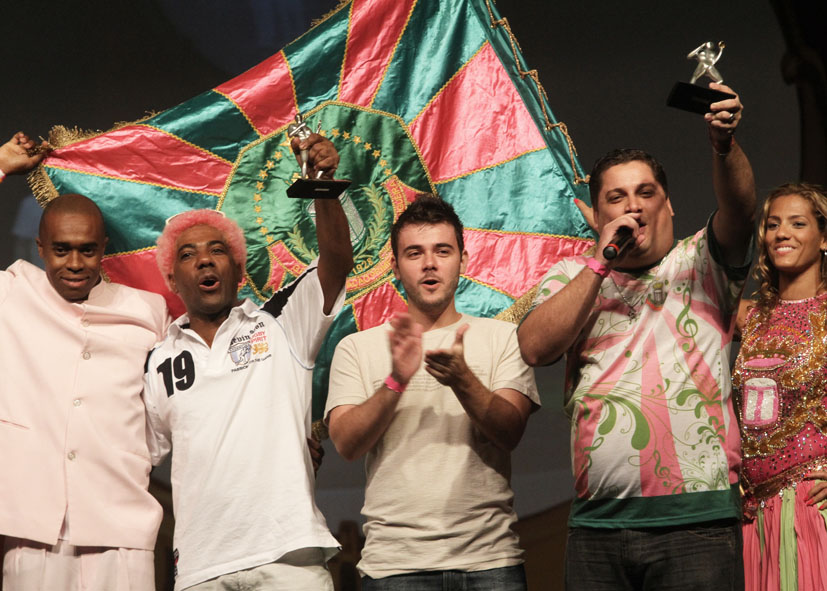
Representantes da Mangueira recebem o Tamborim de Ouro 2010.

| Tamborim de Ouro 2009 | Tamborim de Ouro 2009 |
| Categoria             | Vencedor(es) |
| --------------------- | --- |
| Escola da Alegria     | Unidos de Vila Isabel |
| Samba do Ano          | Acadêmicos do Grande Rio ("Voilá, Caxias! Para Sempre Liberté, Egalité, Fraternité, Merci Beaucoup, Brésil! Não Tem de Quê!", de Deré, Emerson Dias, Rafael Ribeiro e Mingau) |
| Beleza de Mensagem    | Estação Primeira de Mangueira ("A Mangueira Traz os Brasis do Brasil Mostrando a Formação do Povo Brasileiro", de Roberto Szaniecki)                                          |
| Batuque do Povo       | Acadêmicos do Salgueiro (Mestre Marcão) |
| Show de Abertura      | Unidos de Vila Isabel (Coreógrafo Marcelo Misailidis) |
| Voz da Avenida        | Wantuir (Acadêmicos do Grande Rio) |
| Casal Nota 10         | Sidclei Santos e Squel Jorgea (Acadêmicos do Grande Rio) |
| Samba no Pé Feminino  | Suellen Pinto (Portela) |
| Samba no Pé Masculino | Edson Bittencourt (Beija-Flor) |
| Eu sou o Samba        | Neguinho da Beija-Flor (Intérprete oficial da Beija-Flor) |
| Musa 2009             | Luma de Oliveira (Portela) |
| Geração 2009          | Imperatriz Leopoldinense |
| Roda, Baiana          | Império Serrano |
| Bloco de Rua          | Cordão da Bola Preta |
| Prêmio Especial       | União da Ilha do Governador (Escola vencedora do Grupo A em 2009) |

### 2010
A 13.ª edição do Prêmio Tamborim de Ouro foi realizada no carnaval do ano de 2010. A premiação contemplou as escolas de samba do Grupo Especial do carnaval carioca em treze categorias, além de eleger o melhor bloco de rua da cidade e premiar a escola campeã do Grupo de Acesso A, a São Clemente. A cerimônia de entrega da premiação foi realizada no dia 27 de fevereiro de 2010, na Cidade do Samba Joãosinho Trinta.
A Estação Primeira de Mangueira foi tetracampeã do Tamborim de Ouro, recebendo o prêmio principal, "Escola da Alegria". A agremiação foi a sexta colocada do Grupo Especial no carnaval carioca de 2010, com um desfile sobre a música brasileira, desenvolvido pelos carnavalescos Jorge Caribé e Jaime Cezário. O bloco Cordão da Bola Preta recebeu o Tamborim de Ouro de melhor bloco de rua.

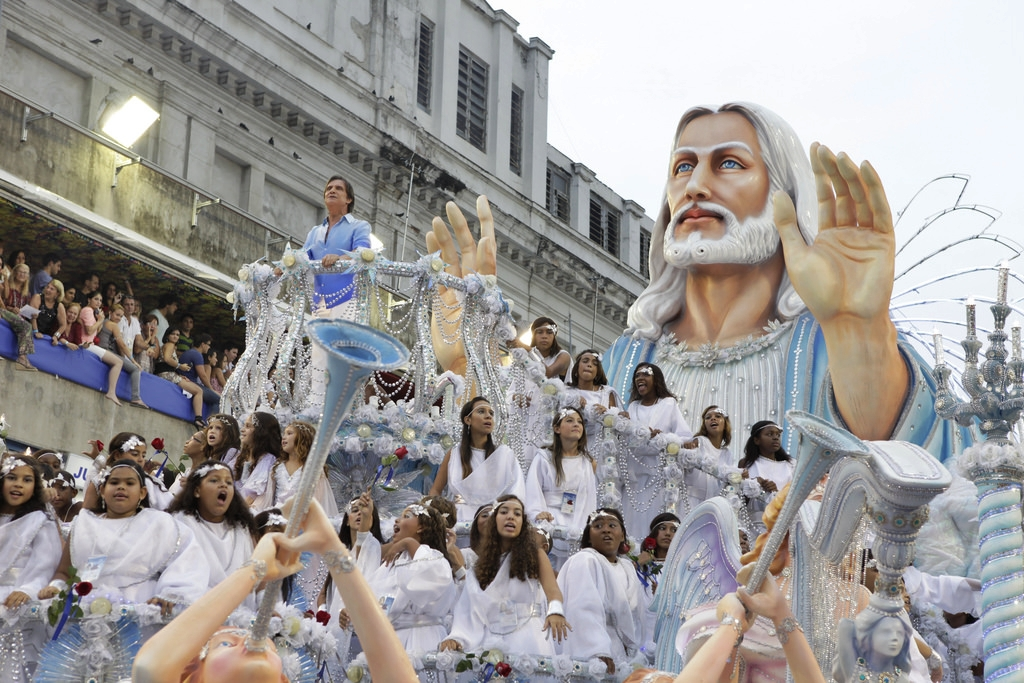
Desfile de 2011 da Beija-Flor, eleita a melhor escola do ano.

| Tamborim de Ouro 2010 | Tamborim de Ouro 2010 |
| Categoria             | Vencedor(es) |
| --------------------- | --- |
| Escola da Alegria     | Estação Primeira de Mangueira                                                                                                  |
| Samba do Ano          | Estação Primeira de Mangueira ("Mangueira É Música do Brasil", de Renan Brandão, Paulinho Bandolim, Machado e Rodrigo Carioca) |
| Beleza de Mensagem    | Unidos de Vila Isabel ("Noel: A Presença do Poeta da Vila", de Alex de Souza, Alex Varela e Martinho da Vila)                  |
| Batuque do Povo       | Acadêmicos do Grande Rio (Mestre Ciça)                                                                                         |
| Show de Abertura      | Unidos da Tijuca (Coreógrafos Priscilla Motta e Rodrigo Negri)                                                                 |
| Voz da Avenida        | David do Pandeiro e Nêgo (Mocidade Independente de Padre Miguel)                                                               |
| Casal Nota 10         | Sidclei Santos e Squel Jorgea (Acadêmicos do Grande Rio)                                                                       |
| Samba no Pé Feminino  | Aline (Beija-Flor) |
| Samba no Pé Masculino | Anderson (Beija-Flor) |
| Eu sou o Samba        | Martinho da Vila (Cantor, compositor e Presidente de honra da Unidos de Vila Isabel)                                           |
| Musa 2010             | Thatiana Pagung (Mocidade Independente de Padre Miguel)                                                                        |
| Geração 2010          | Acadêmicos do Salgueiro |
| Roda, Baiana          | Unidos do Viradouro |
| Bloco de Rua          | Cordão da Bola Preta |
| Prêmio Especial       | São Clemente (Escola vencedora do Grupo A em 2010)                                                                             |

### 2011
A 14.ª edição do Prêmio Tamborim de Ouro foi realizada no carnaval do ano de 2011. A premiação contemplou as escolas de samba do Grupo Especial do carnaval carioca em onze categorias, além de eleger o melhor bloco de rua da cidade. Os prêmios "Samba no Pé" Feminino e Masculino foram extintos, reduzindo o número de categorias de quatorze para doze. As escolas Acadêmicos do Grande Rio, Portela e União da Ilha do Governador receberam prêmios especiais pela superação após o incêndio que destruiu seus barracões na Cidade do Samba, cerca de um mês antes dos desfiles. A cerimônia de entrega da premiação foi realizada no dia 17 de março de 2011, na casa de espetáculos Vivo Rio.
A escola de samba Beija-Flor foi tetracampeã do Tamborim de Ouro, recebendo o prêmio principal, "Escola da Alegria". A agremiação também foi a campeã do carnaval carioca de 2011 com um desfile em homenagem ao cantor e compositor Roberto Carlos. O Bloco da Preta, comandado pela cantora Preta Gil, foi eleito o melhor bloco de rua da cidade.
| Tamborim de Ouro 2011 | Tamborim de Ouro 2011 |
| Categoria             | Vencedor(es) |
| --------------------- | --- |
| Escola da Alegria     | Beija-Flor |
| Samba do Ano          | Acadêmicos do Grande Rio ("Y-Jurerê Mirim: A Encantadora Ilha das Bruxas - Um conto de Cascaes", de Edispuma, Licinho Jr., Marcelinho Santos e Foca) |
| Beleza de Mensagem    | Unidos do Porto da Pedra ("O Sonho Sempre Vem Pra Quem Sonhar...", de Paulo Menezes)                                                                 |
| Batuque do Povo       | Estação Primeira de Mangueira (Mestre Aílton Nunes)                                                                                                  |
| Show de Abertura      | Unidos da Tijuca (Coreógrafos Priscilla Motta e Rodrigo Negri)                                                                                       |
| Voz da Avenida        | Ito Melodia (União da Ilha do Governador) |
| Casal Nota 10         | Raphael Rodrigues e Marcella Alves (Estação Primeira de Mangueira)                                                                                   |
| Eu sou o Samba        | Ronaldinho Gaúcho (Desfilou na Grande Rio, Mangueira e Portela)                                                                                      |
| Musa 2011             | Viviane Araújo (Acadêmicos do Salgueiro) |
| Geração 2011          | Imperatriz Leopoldinense |
| Roda, Baiana          | Unidos de Vila Isabel |
| Bloco de Rua          | Bloco da Preta |
| Prêmio Especial       | Acadêmicos do Grande Rio, Portela e União da Ilha do Governador (Pela superação após o incêndio nos barracões da Cidade do Samba)                    |

### 2012
A 15.ª edição do Prêmio Tamborim de Ouro foi realizada no carnaval do ano de 2012. A premiação contemplou as escolas de samba do Grupo Especial do carnaval carioca em onze categorias, além de eleger o melhor bloco de rua da cidade. A cerimônia de entrega da premiação foi realizada no dia 3 de março de 2012, na casa de espetáculos Vivo Rio.
A Unidos de Vila Isabel foi bicampeã do Tamborim de Ouro, recebendo o prêmio principal, "Escola da Alegria". A agremiação foi a terceira colocada do carnaval carioca de 2012. O bloco Cordão da Bola Preta, que em 2012 levou 2,5 milhões de foliões para as ruas do Rio de Janeiro, recebeu o prêmio de melhor bloco de rua da cidade.
| Tamborim de Ouro 2012 | Tamborim de Ouro 2012 |
| Categoria             | Vencedor(es) |
| --------------------- | --- |
| Escola da Alegria     | Unidos de Vila Isabel |
| Samba do Ano          | Portela ("...E o Povo na Rua Cantando... É Feito Uma Reza, Um Ritual...", de Luiz Carlos Máximo, Toninho Nascimento, Naldo e Wanderley Monteiro) |
| Beleza de Mensagem    | Unidos da Tijuca ("O Dia Em Que Toda a Realeza Desembarcou na Avenida para Coroar o Rei Luiz do Sertão", de Paulo Barros)                        |
| Batuque do Povo       | Acadêmicos do Salgueiro (Mestre Marcão) |
| Show de Abertura      | Unidos de Vila Isabel (Coreógrafo Marcelo Misailidis)                                                                                            |
| Voz da Avenida        | Gilsinho (Portela) |
| Casal Nota 10         | Raphael Rodrigues e Marcella Alves (Estação Primeira de Mangueira)                                                                               |
| Eu sou o Samba        | Martinho da Vila (Cantor, compositor e Presidente de honra da Unidos de Vila Isabel)                                                             |
| Musa 2012             | Renata Santos (Estação Primeira de Mangueira) |
| Geração 2012          | Imperatriz Leopoldinense |
| Roda, Baiana          | União da Ilha do Governador |
| Bloco de Rua          | Cordão da Bola Preta |

### 2013

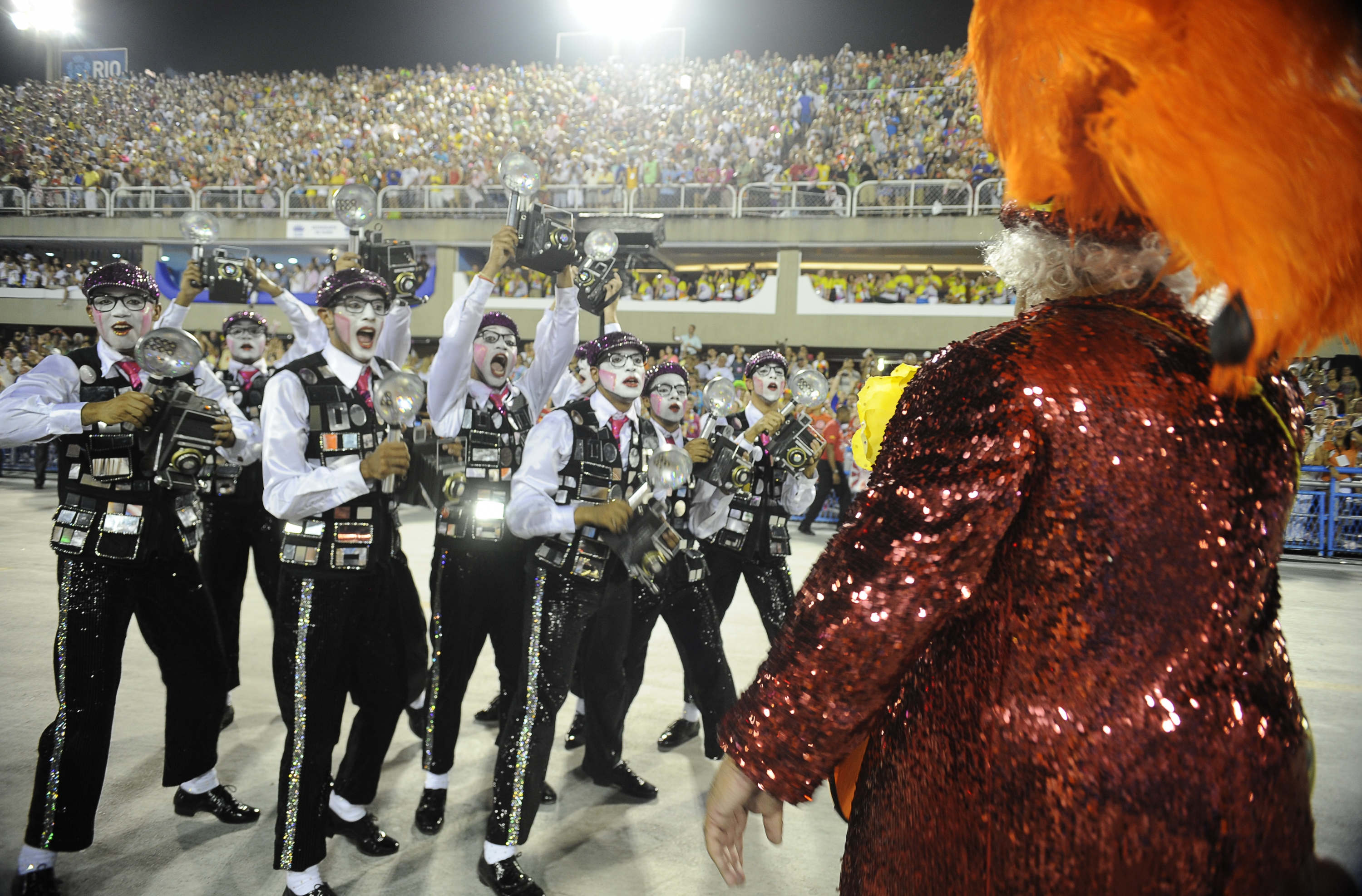
Desfile de 2013 do Salgueiro, eleita a melhor escola do ano.

A 16.ª edição do Prêmio Tamborim de Ouro foi realizada no carnaval do ano de 2013. Nesta edição, foi criada a categoria "Escola de Ouro", destinada a eleger a melhor escola de samba da Série A, a segunda divisão do carnaval carioca. Foram mantidas as onze categorias destinadas ao Grupo Especial, sendo que algumas foram renomeadas. "Escola da Alegria" foi renomeada para "Escola do Povo"; "Samba do Ano" para "Samba D"; "Beleza de Mensagem" para "Enredo Maravilha"; "Batuque do Povo" para "Bateria Show"; "Show de Abertura" para "Comissão Sensação"; "Musa 2010s" para "Musa da Sapucaí" e "Geração 2010s" para "Bambas do Amanhã". A categoria destinada a eleger o melhor bloco de rua da cidade foi renomeada para "Os Donos da Rua". A cerimônia de entrega da premiação foi realizada no dia 16 de abril de 2013, na casa de espetáculos Lapa 40 Graus.
A escola de samba Acadêmicos do Salgueiro foi tricampeã do Tamborim de Ouro, recebendo pela terceira vez o prêmio de melhor escola do ano. A agremiação foi a quinta colocada do Grupo Especial no carnaval carioca de 2013. O Império Serrano recebeu o prêmio "Escola de Ouro". A agremiação foi a terceira colocada da Série A em 2013. O bloco Cordão da Bola Preta, que em 2013 levou 1,8 milhões de foliões para as ruas do Rio de Janeiro, recebeu o prêmio de melhor bloco de rua da cidade.
| Tamborim de Ouro 2013 | Tamborim de Ouro 2013 |
| Categoria             | Vencedor(es) |
| --------------------- | --- |
| Escola do Povo        | Acadêmicos do Salgueiro |
| Samba 'D'             | Unidos de Vila Isabel ("A Vila Canta o Brasil, Celeiro do Mundo - Água no Feijão que Chegou Mais Um", de Martinho da Vila, Arlindo Cruz, André Diniz, Tunico da Vila e Leonel) |
| Enredo Maravilha      | Portela ("Madureira... Onde o Meu Coração Se Deixou Levar", de Paulo Menezes e Carlos Monte)                                                                                   |
| Bateria Show          | Mocidade Independente de Padre Miguel (Mestres Bereco e Dudu) |
| Comissão Sensação     | Acadêmicos do Salgueiro (Coreógrafo Hélio Bejani) |
| Voz da Avenida        | Neguinho da Beija-Flor (Beija-Flor) |
| Casal Nota 10         | Claudinho e Selminha Sorriso (Beija-Flor) |
| Eu sou o Samba        | Martinho da Vila (Cantor, compositor e Presidente de honra da Unidos de Vila Isabel)                                                                                           |
| Musa da Sapucaí       | Viviane Araújo (Acadêmicos do Salgueiro) |
| Bambas do Amanhã      | Portela |
| Roda, Baiana          | Acadêmicos do Salgueiro |
| Escola de Ouro        | Império Serrano |
| Os Donos da Rua       | Cordão da Bola Preta |

### 2014
A 17.ª edição do Prêmio Tamborim de Ouro foi realizada no carnaval do ano de 2014. A premiação contemplou o Grupo Especial do carnaval carioca em dez categorias. Foram extintas as categorias "Bambas do Amanhã" e "Eu sou o Samba". A categoria que elege o melhor samba-enredo voltou à denominação de "Samba do Ano". Foi criada a categoria "Alegorias e Adereços". Foram mantidas as categorias que elegem a melhor escola de samba da Série A e o melhor bloco de rua da cidade. Nesta edição, também foram distribuídos seis prêmios especiais à personalidades do carnaval do Rio de Janeiro. A cerimônia de entrega da premiação foi realizada no dia 25 de março de 2014, na casa de espetáculos Lapa 40 Graus.
A escola de samba Acadêmicos do Salgueiro foi tetracampeã do Tamborim de Ouro, recebendo pela quarta vez o prêmio de melhor escola do ano. A agremiação foi a vice-campeã do Grupo Especial no carnaval carioca de 2014. União do Parque Curicica foi eleita a melhor escola da Série A. A agremiação foi a sétima colocada da segunda divisão do carnaval de 2014. O Cordão da Bola Preta recebeu o Tamborim de Ouro de melhor bloco de rua da cidade.
| Tamborim de Ouro 2014 | Tamborim de Ouro 2014 | Tamborim de Ouro 2014 |
| Forma de escolha      | Categoria             | Vencedor(es) |
| --------------------- | --------------------- | --- |
| Voto Popular          | Escola do Povo        | Acadêmicos do Salgueiro |
| Voto Popular          | Samba do Ano          | Acadêmicos do Salgueiro ("Gaia - A Vida em Nossas Mãos", de Xande de Pilares, Dudu Botelho, Betinho de Pilares, Jassa, Miudinho e Rodrigo Raposo) |
| Voto Popular          | Enredo Maravilha      | Acadêmicos do Salgueiro ("Gaia - A Vida em Nossas Mãos", de Renato Lage e Márcia Lage)                                                            |
| Voto Popular          | Bateria Show          | Acadêmicos do Salgueiro (Mestre Marcão) |
| Voto Popular          | Comissão Sensação     | Estação Primeira de Mangueira (Coreógrafo Carlinhos de Jesus)                                                                                     |
| Voto Popular          | Voz da Avenida        | Neguinho da Beija-Flor (Beija-Flor) |
| Voto Popular          | Casal Nota 10         | Claudinho e Selminha Sorriso (Beija-Flor) |
| Voto Popular          | Musa da Sapucaí       | Viviane Araújo (Acadêmicos do Salgueiro) |
| Voto Popular          | Alegorias e Adereços  | Acadêmicos do Salgueiro (Carnavalescos Renato Lage e Márcia Lage)                                                                                 |
| Voto Popular          | Roda, Baiana          | Acadêmicos do Salgueiro |
| Voto Popular          | Escola de Ouro        | União do Parque Curicica |
| Voto Popular          | Os Donos da Rua       | Cordão da Bola Preta |
| Júri Especial         | Prêmios Especiais     | Alex de Souza (Carnavalesco da União da Ilha do Governador)                                                                                       |
| Júri Especial         | Prêmios Especiais     | Jorge Perlingeiro (Radialista) |
| Júri Especial         | Prêmios Especiais     | Maria Lúcia Alves Pereira (Integrante da velha guarda da Unidos da Tijuca)                                                                        |
| Júri Especial         | Prêmios Especiais     | Monarco (Presidente de honra da Portela) |
| Júri Especial         | Prêmios Especiais     | Monique Evans (Primeira rainha de bateria, pela Mocidade Independente de Padre Miguel)                                                            |
| Júri Especial         | Prêmios Especiais     | Zico (Homenageado como enredo da Imperatriz Leopoldinense)                                                                                        |

### 2015
A 18.ª edição do Prêmio Tamborim de Ouro foi realizada no carnaval do ano de 2015. A premiação contemplou o Grupo Especial do carnaval carioca em dez categorias, além de eleger a melhor escola de samba da Série A e o melhor bloco de rua do Rio. Também foram distribuídos sete prêmios especiais. A escolha dos vencedores foi dividida entre voto popular e júri especial. A cerimônia de entrega da premiação foi realizada no dia 24 de junho de 2015, na casa de espetáculos Vivo Rio.
A escola de samba Acadêmicos do Salgueiro foi pentacampeã do Tamborim de Ouro, recebendo pela quinta vez o prêmio de melhor escola. A agremiação foi a vice-campeã do Grupo Especial no carnaval carioca de 2015. O Império Serrano recebeu o prêmio de melhor escola da Série A. A agremiação foi a terceira colocada da segunda divisão no carnaval de 2015. O Cordão da Bola Preta recebeu o Tamborim de Ouro de melhor bloco de rua da cidade.
| Tamborim de Ouro 2015 | Tamborim de Ouro 2015 | Tamborim de Ouro 2015 |
| Forma de escolha      | Categoria             | Vencedor(es) |
| --------------------- | --------------------- | --- |
| Voto Popular          | Escola do Povo        | Acadêmicos do Salgueiro |
| Voto Popular          | Samba do Ano          | Portela ("ImagináRIO, 450 Janeiros de Uma Cidade Surreal", de Noca da Portela, Celso Lopes, Charlles André, Vinicius Ferreira e Xandy Azevedo) |
| Voto Popular          | Musa da Sapucaí       | Viviane Araújo (Acadêmicos do Salgueiro) |
| Voto Popular          | Escola de Ouro        | Império Serrano |
| Voto Popular          | Os Donos da Rua       | Cordão da Bola Preta |
| Júri Especial         | Enredo Maravilha      | Imperatriz Leopoldinense ("Axé-Nkenda - Um Ritual de Liberdade - E que a Voz da Liberdade Seja Sempre a Nossa Voz", de Cahê Rodrigues)         |
| Júri Especial         | Bateria Show          | Unidos da Tijuca (Mestre Casagrande) |
| Júri Especial         | Comissão Sensação     | Acadêmicos do Grande Rio (Coreógrafos Priscilla Motta e Rodrigo Negri)                                                                         |
| Júri Especial         | Voz da Avenida        | Ito Melodia (União da Ilha do Governador) |
| Júri Especial         | Casal Nota 10         | Claudinho e Selminha Sorriso (Beija-Flor) |
| Júri Especial         | Alegorias e Adereços  | Unidos da Tijuca (Carnavalescos: Mauro Quintaes, Annik Salmon, Marcus Paulo, Carlos Carvalho e Hélcio Paim)                                    |
| Júri Especial         | Roda, Baiana          | Estação Primeira de Mangueira |
| Júri Especial         | Prêmios Especiais     | Escola de Samba Estácio de Sá |
| Júri Especial         | Prêmios Especiais     | Bruna Bruno (Rainha de bateria da União da Ilha do Governador)                                                                                 |
| Júri Especial         | Prêmios Especiais     | Dodô da Portela (in memoriam) - Ex porta-bandeira da Portela                                                                                   |
| Júri Especial         | Prêmios Especiais     | Fernando Pamplona (in memoriam) - Carnavalesco                                                                                                 |
| Júri Especial         | Prêmios Especiais     | Kiko Alves (in memoriam) - Jornalista |
| Júri Especial         | Prêmios Especiais     | Maria Helena (Ex porta-bandeira da Imperatriz Leopoldinense)                                                                                   |
| Júri Especial         | Prêmios Especiais     | Nelson Sargento (Presidente de honra da Estação Primeira de Mangueira)                                                                         |

### 2016
A 19.ª edição do Prêmio Tamborim de Ouro foi realizada no carnaval do ano de 2016. A premiação contemplou o Grupo Especial do carnaval carioca em dez categorias, além de eleger a melhor escola de samba da Série A e o melhor bloco de rua do Rio. Também foram distribuídos sete prêmios especiais. As categorias foram divididas em votação popular e júri especial. A cerimônia de entrega da premiação foi realizada no dia 12 de agosto de 2016, na quadra da Estação Primeira de Mangueira.
A escola de samba Acadêmicos do Salgueiro foi hexacampeã do Tamborim de Ouro, recebendo pela sexta vez o prêmio de melhor escola. A agremiação foi a quarta colocada do Grupo Especial no carnaval carioca de 2016. Império Serrano foi eleita a "Escola de Ouro". A agremiação foi a quarta colocada na Série A no carnaval de 2016. O Cordão da Bola Preta, que levou mais de 1 milhão de foliões para as ruas do Centro, recebeu o Tamborim de Ouro de melhor bloco de rua da cidade.
| Tamborim de Ouro 2016 | Tamborim de Ouro 2016 | Tamborim de Ouro 2016 |
| Forma de escolha      | Categoria             | Vencedor(es) |
| --------------------- | --------------------- | --- |
| Voto Popular          | Escola do Povo        | Acadêmicos do Salgueiro |
| Voto Popular          | Samba do Ano          | Acadêmicos do Salgueiro ("A Ópera dos Malandros", de Marcelo Motta, Fred Camacho, Francisco Aquino, Getúlio Coelho, Guinga do Salgueiro e Ricardo Fernandes) |
| Voto Popular          | Musa da Sapucaí       | Viviane Araújo (Acadêmicos do Salgueiro) |
| Voto Popular          | Escola de Ouro        | Império Serrano |
| Voto Popular          | Os Donos da Rua       | Cordão da Bola Preta |
| Júri Especial         | Enredo Maravilha      | Estação Primeira de Mangueira ("Maria Bethânia: A Menina dos Olhos de Oyá", de Leandro Vieira)                                                               |
| Júri Especial         | Bateria Show          | Estação Primeira de Mangueira (Mestres Rodrigo Explosão e Vitor Art)                                                                                         |
| Júri Especial         | Comissão Sensação     | União da Ilha do Governador (Coreógrafo Marcelo Chocolate)                                                                                                   |
| Júri Especial         | Voz da Avenida        | Ciganerey (Estação Primeira de Mangueira) |
| Júri Especial         | Casal Nota 10         | Rogério Dornelles e Rafaela Theodoro (Imperatriz Leopoldinense)                                                                                              |
| Júri Especial         | Alegorias e Adereços  | Portela (Carnavalesco Paulo Barros) |
| Júri Especial         | Roda, Baiana          | Unidos da Tijuca |
| Júri Especial         | Prêmios Especiais     | Martinho da Vila e Mart'nália (Unidos de Vila Isabel) |
| Júri Especial         | Prêmios Especiais     | Neguinho da Beija-Flor (40 anos como intérprete oficial da Beija-Flor)                                                                                       |
| Júri Especial         | Prêmios Especiais     | Selminha Sorriso e Claudinho (25 anos como casal de mestre-sala e porta-bandeira)                                                                            |
| Júri Especial         | Prêmios Especiais     | Pelezinho (Participou da comissão de frente da Acadêmicos do Grande Rio)                                                                                     |
| Júri Especial         | Prêmios Especiais     | Patrícia Nery (Rainha de bateria da Portela) |
| Júri Especial         | Prêmios Especiais     | Monobloco |

### 2017
A 20.ª edição do Prêmio Tamborim de Ouro foi realizada no carnaval do ano de 2017. A premiação contemplou o Grupo Especial do carnaval carioca em dez categorias, além de eleger a melhor escola de samba da Série A e o melhor bloco de rua do Rio. Não foram distribuídos prêmios especiais. As categorias foram divididas em votação popular, júri de especialistas e quesito da redação. O júri da edição foi formado pelo escritor e historiador Luiz Antônio Simas, e pelos jornalistas Alberto João, Aydano André Motta, Cadu Zugliani e Fábio Fabato. A cerimônia de entrega da premiação foi realizada no dia 31 de maio de 2017, no Centro Cultural João Nogueira.
A escola de samba Acadêmicos do Salgueiro conquistou o prêmio máximo do Tamborim de Ouro pela sétima vez. A agremiação foi a terceira colocada do Grupo Especial no carnaval carioca de 2017. Império Serrano foi eleita a "Escola de Ouro". A agremiação foi a campeã da Série A em 2017. O Cordão da Bola Preta recebeu pela 11.ª vez o Tamborim de Ouro de melhor bloco de rua da cidade.
| Tamborim de Ouro 2017 | Tamborim de Ouro 2017 | Tamborim de Ouro 2017 |
| Forma de escolha      | Categoria             | Vencedor(es) |
| --------------------- | --------------------- | --- |
| Votação Popular       | Escola do Povo        | Acadêmicos do Salgueiro |
| Votação Popular       | Samba do Ano          | Acadêmicos do Salgueiro ("A Divina Comédia do Carnaval", de Marcelo Motta, Fred Camacho, Francisco Aquino, Getúlio Coelho, Guinga do Salgueiro e Ricardo Fernandes) |
| Votação Popular       | Musa da Sapucaí       | Viviane Araújo (Acadêmicos do Salgueiro) |
| Votação Popular       | Escola de Ouro        | Império Serrano |
| Votação Popular       | Os Donos da Rua       | Cordão da Bola Preta |
| Júri de Especialistas | Enredo Maravilha      | Estação Primeira de Mangueira ("Só Com Ajuda do Santo", de Leandro Vieira)                                                                                          |
| Júri de Especialistas | Bateria Show          | Mocidade Independente de Padre Miguel (Mestre Dudu) |
| Júri de Especialistas | Comissão Sensação     | Mocidade Independente de Padre Miguel (Coreógrafos Jorge Teixeira e Saulo Finelon)                                                                                  |
| Júri de Especialistas | Voz da Avenida        | Tinga (Unidos da Tijuca) |
| Júri de Especialistas | Casal Nota 10         | Dandara Ventapane e Phelipe Lemos (União da Ilha do Governador) |
| Júri de Especialistas | Roda, Baiana          | Estação Primeira de Mangueira |
| Quesito da Redação    | Alegorias e Adereços  | Imperatriz Leopoldinense (Carnavalesco Cahê Rodrigues) |

### 2018
A 21.ª edição do Prêmio Tamborim de Ouro foi realizada no carnaval do ano de 2018. A premiação contemplou o Grupo Especial do carnaval carioca em oito categorias, além de eleger o melhor bloco de rua do Rio. A categoria "Escola do Povo" foi renomeada para "Escola de Ouro". As categorias "Enredo Maravilha" e "Alegorias e Adereços" foram extintas. O prêmio para a melhor escola da Série A também deixou de ser entregue. Pela primeira vez, as escolas de samba mirins foram premiadas. Os vencedores foram eleitos por um júri de especialistas e através de votação popular. O júri da edição foi formado pelos jornalistas Alberto João, Aydano André Motta, Bárbara Pereira, Eugênio Leal e Fábio Fabato. Os vencedores da votação popular receberam um voto, que foi somado aos votos dos jurados. A cerimônia de entrega da premiação foi realizada no dia 10 de março de 2018, no Centro Luiz Gonzaga de Tradições Nordestinas.
A escola de samba Paraíso do Tuiuti foi a vencedora da edição. A agremiação foi vice-campeã do Grupo Especial no carnaval carioca de 2018 com um enredo crítico questionando a abolição da escravidão. O Cordão da Bola Preta recebeu pela 12.ª vez o Tamborim de Ouro de melhor bloco de rua da cidade. O casal de mestre-sala e porta-bandeira da Beija-Flor, Claudinho Selminha Sorriso, receberam um prêmio especial pela contribuição ao carnaval.
| Tamborim de Ouro 2018                        | Tamborim de Ouro 2018 |
| Categoria                                    | Vencedor(es) |
| -------------------------------------------- | --- |
| Escola de Ouro                               | Paraíso do Tuiuti |
| Samba do Ano                                 | Paraíso do Tuiuti ("Meu Deus! Meu Deus! Está Extinta a Escravidão?", de Moacyr Luz, Cláudio Russo, Dona Zezé, Aníbal e Jurandir) |
| Bateria Show                                 | União da Ilha do Governador (Mestre Ciça)                                                                                        |
| Comissão Sensação                            | Paraíso do Tuiuti (Coreógrafo Patrick Carvalho)                                                                                  |
| Voz da Avenida                               | Neguinho da Beija-Flor (Beija-Flor)                                                                                              |
| Casal Nota 10                                | Marcella Alves e Sidclei Santos (Acadêmicos do Salgueiro)                                                                        |
| Musa da Sapucaí                              | Viviane Araújo (Acadêmicos do Salgueiro)                                                                                         |
| Roda, Baiana                                 | Acadêmicos do Salgueiro |
| Os Donos da Rua                              | Cordão da Bola Preta |
| Prêmio Especial                              | Selminha Sorriso e Claudinho |
| Escolas Mirins                               | |
| Melhor Escola                                | Mangueira do Amanhã |
| Melhor Bateria                               | Pimpolhos da Grande Rio |
| Melhor Casal de Mestre-Sala e Porta-Bandeira | Corações Unidos do Ciep |

### 2019
A 22.ª edição do Prêmio Tamborim de Ouro foi realizada no carnaval do ano de 2019. A premiação contemplou o Grupo Especial do carnaval carioca em oito categorias, além de eleger o melhor bloco de rua do Rio. Os vencedores foram eleitos por um júri de especialistas e através de votação popular online. O júri da edição foi formado pelos jornalistas Alberto João, Aydano André Motta, Bárbara Pereira, Eugênio Leal e Fábio Fabato. Os vencedores da votação popular receberam um voto, que foi somado aos votos dos jurados.
A Estação Primeira de Mangueira venceu a edição, recebendo o prêmio principal pela quinta vez. A agremiação também foi campeã do Grupo Especial no carnaval carioca de 2019 com um enredo sobre heróis populares do Brasil. Pela primeira vez, o Cacique de Ramos recebeu o Tamborim de Ouro de melhor bloco de rua da cidade. Na "Homenagem da Redação", o prêmio foi dedicado à presidente da ala de destaques do Salgueiro, Iracema Pinto, de 78 anos, que sofreu um AVC e morreu a caminho do desfile. Pelo segundo ano, as escolas de samba mirins foram premiadas através do voto popular.
| Tamborim de Ouro 2019 | Tamborim de Ouro 2019 |
| Categoria             | Vencedor(es) |
| --------------------- | --- |
| Escola de Ouro        | Estação Primeira de Mangueira |
| Samba do Ano          | Acadêmicos do Salgueiro ("Xangô", de Demá Chagas, Marcelo Motta, Renato Galante, Fred Camacho, Leonnardo Gallo, Getúlio Coelho, Vanderlei Sena e Francisco Aquino) |
| Bateria Show          | Mocidade Independente de Padre Miguel (Mestre Dudu) |
| Comissão Sensação     | Portela (Coreógrafo Carlinhos de Jesus) |
| Voz da Avenida        | Zé Paulo Sierra (Unidos do Viradouro) e Wantuir (Unidos da Tijuca)                                                                                                 |
| Casal Nota 10         | Marcella Alves e Sidclei Santos (Acadêmicos do Salgueiro) |
| Rainha de Bateria     | Sabrina Sato (Unidos de Vila Isabel) |
| Baianas               | Paraíso do Tuiuti |
| Os Donos da Rua       | Cacique de Ramos |
| Homenagem da Redação  | Iracema Pinto - in memoriam (Acadêmicos do Salgueiro) |
| Escolas Mirins        | |
| Rainha de Bateria     | Irys Gabryelly (Mangueira do Amanhã) |
| Voz da Avenida        | Enzo Belmonte (Mangueira do Amanhã) |
| Baianas               | Mangueira do Amanhã |
| Comissão Sensação     | Aprendizes do Salgueiro (Coreógrafo Márcio Dellawegah) |

### 2020
A 23.ª edição do Prêmio Tamborim de Ouro foi realizada no carnaval do ano de 2020. A premiação contemplou o Grupo Especial do carnaval carioca em nove categorias. Os vencedores foram eleitos através de votação popular online no site de O Dia.
A Portela venceu a edição, recebendo o prêmio principal pela primeira vez. Também venceu em outras quatro categorias. A agremiação foi a sétima colocada do Grupo Especial no carnaval carioca de 2020 com um enredo sobre a lenda indígena de Guajupiá. Foram extintos os prêmios para as escolas mirins, os blocos carnavalescos e a homenagem da redação. A partir desta edição, foi criado o prêmio de melhor carnavalesco.
| Tamborim de Ouro 2020 | Tamborim de Ouro 2020                                                                             |
| Categoria             | Vencedor(es)                                                                                      |
| --------------------- | ------------------------------------------------------------------------------------------------- |
| Escola de Ouro        | Portela                                                                                           |
| Samba do Ano          | Estação Primeira de Mangueira ("A Verdade Vos Fará Livre", de Manu da Cuíca e Luiz Carlos Máximo) |
| Bateria Show          | Portela (Mestre Nilo)                                                                             |
| Comissão Sensação     | Estação Primeira de Mangueira (Coreógrafos Priscilla Motta e Rodrigo Negri)                       |
| Voz da Avenida        | Gilsinho (Portela)                                                                                |
| Casal Nota 10         | Marlon Lamar e Lucinha Nobre (Portela)                                                            |
| Rainha de Bateria     | Viviane Araújo (Acadêmicos do Salgueiro)                                                          |
| Baianas               | Portela                                                                                           |
| Carnavalesco          | Leandro Vieira (Estação Primeira de Mangueira)                                                    |